# Chronologie de l'invasion de l'Ukraine par la Russie (septembre 2022)
Pour un article plus général, voir Invasion de l'Ukraine par la Russie.
Cet article fait partie de la chronologie de l'invasion de l'Ukraine par la Russie et présente une chronologie des évènements clés de ce conflit durant le mois de septembre 2022.
Pour les événements précédents, voir Chronologie de l'invasion de l'Ukraine par la Russie (août 2022).
Pour les événements suivants, voir Chronologie de l'invasion de l'Ukraine par la Russie (octobre 2022).

Carte animée de l'invasion du 7 avril au 5 septembre (voir la carte détaillée par ville sur Wikipédia en anglais).

## Chronologie des évènements

### 1erseptembre
Les inspecteurs de l'AIEA sont arrivés à la centrale nucléaire de Zaporijjia.
Ravil Maganov, dirigeant de Lukoil, décède dans des circonstances suspectes. Maganov serait tombé d'une fenêtre du sixième étage de l'hôpital clinique central, décédant ainsi de ses blessures. Lukoil était l'une des rares entreprises russes à s'opposer à la guerre en Ukraine, appelant à une fin « immédiate » de la guerre.

### 2 septembre
Un sondage indépendant montre qu'une majorité de Russes soutiennent toujours la guerre en Ukraine.
Les responsables russes et mandataires consolident leurs récits concernant la contre-offensive ukrainienne pour affirmer qu'elle affaiblira l'armée ukrainienne.
Selon des responsables ukrainiens, des batailles de position sont en cours dans des zones non précisées de l'oblast de Kherson, les forces ukrainiennes continuant de frapper les lignes de communication terrestres russes, les nœuds logistiques et les efforts de renforcement dans le sud et le centre de l'oblast de Kherson.
Les forces russes ont mené des attaques au sol au sud et au nord-est de Bakhmout et le long des périphéries ouest et nord de la ville de Donetsk. Elles continuent également de cibler les zones arrière ukrainiennes le long des lignes de communication terrestres et pourraient renforcer l'axe sud en réaffectant l'équipement des zones arrière russes du Donbass et de la Crimée.

### 3 septembre
Selon le ministère de la Défense britannique, depuis le 29 août, les forces ukrainiennes ont été surprises en raison des erreurs commises par les commandants russes et des problèmes logistiques auxquels les forces russes sont confrontées. Trois poussées principales sont effectuées par les forces ukrainiennes dans l'oblast de Kherson. L'Ukraine a également détruit des ponts flottants utilisés par les forces russes,.

### 4 septembre
Le président ukrainien Volodymyr Zelensky annonce que les forces ukrainiennes ont libéré deux localités anonymes dans le sud de l'Ukraine et une localité dans l'oblast de Donetsk. L'Institut pour l'étude de la guerre confirme de manière indépendante la libération de la localité Ozerne (uk) de l'oblast de Donetsk et de la localité Vyssokopillia de l'oblast de Kherson.
Des images géolocalisées montrent les forces russes tirant des obus MLRS depuis des positions sur la centrale nucléaire de Zaporijjia.
Le personnel du 127e régiment du 1er corps d'armée de la république populaire de Donetsk aurait refusé de se battre en raison d'un manque de ravitaillement.
Les forces ukrainiennes ont regagné le territoire sur la rive gauche du Donets dans l'oblast de Donetsk. Les forces russes ont mené des attaques terrestres limitées au nord-est de Bakhmout et à l'ouest de la ville de Donetsk.
Les forces russes déplaceraient des moyens militaires vers des zones situées le long des principales lignes de communication terrestres dans les zones arrière de l'oblast de Zaporijjia.

### 5 septembre
La contre-offensive ukrainienne dégrade de manière tangible les capacités logistiques et administratives russes dans le sud de l'Ukraine occupée.
Les responsables militaires ukrainiens maintiennent leur silence opérationnel concernant les progrès de la contre-offensive ukrainienne, mais signalent la poursuite de la destruction des lignes de communication terrestres russes dans l'oblast central de Kherson.
Les forces russes ont mené des attaques au sol à l'est de Siversk, au nord-est et au sud de Bakhmout et le long de la périphérie nord-ouest de la ville de Donetsk.
Les forces spéciales ukrainiennes ont mené une opération limitée contre une base du FSB russe dans la région d'Enerhodar, oblast de Zaporijjia.
Le réacteur no 6 de la centrale nucléaire de Zaporijjia a été déconnecté du réseau électrique ukrainien.

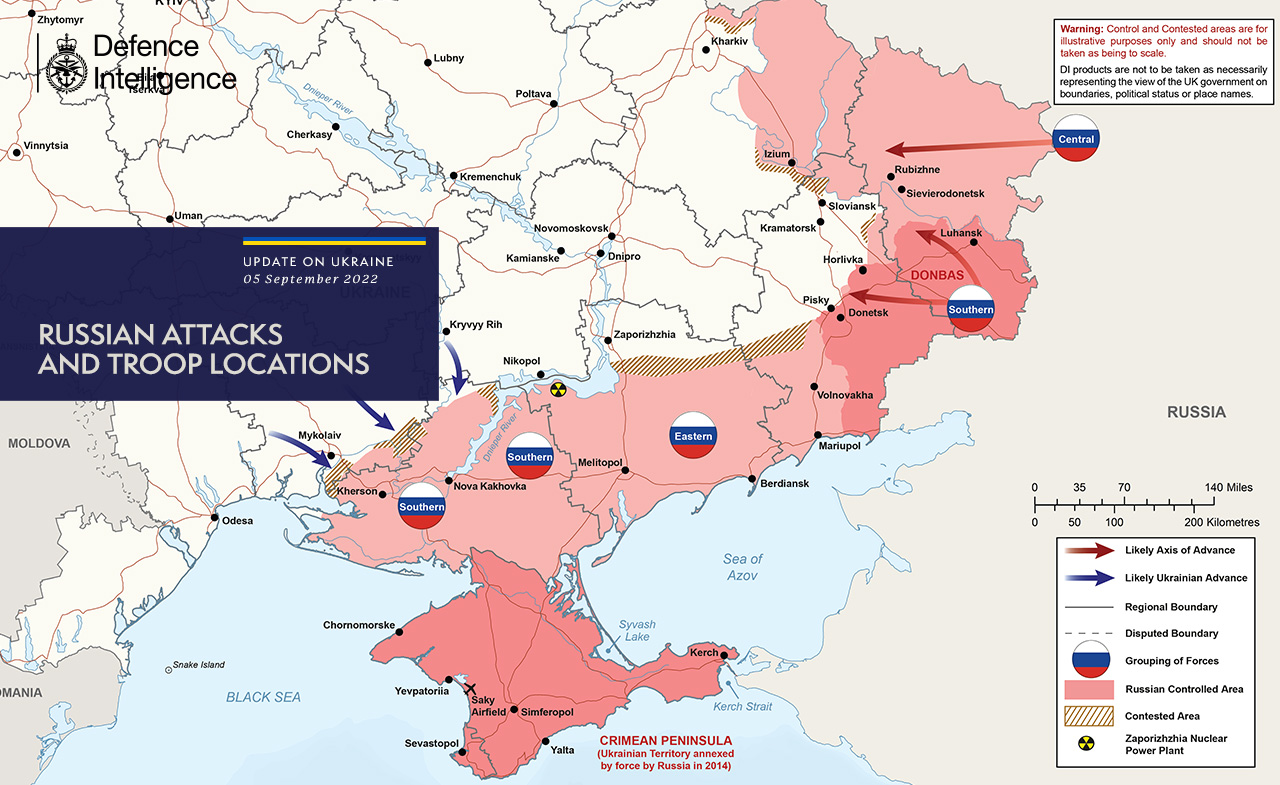
Situation au 5 septembre 2022

### 6 septembre
Les forces ukrainiennes ont lancé des contre-attaques dans le sud de l'oblast de Kharkiv et repris plusieurs localités. Les redéploiements russes de forces de cette zone pour se défendre contre la contre-offensive ukrainienne à Kherson ont probablement offert aux ukrainiens l’opportunité de contre-attaquer.
Les forces russes ont fait des gains supplémentaires au sud de Bakhmout et ont poursuivi leurs attaques au sol au nord, au nord-ouest et au sud-ouest de la ville de Donetsk.

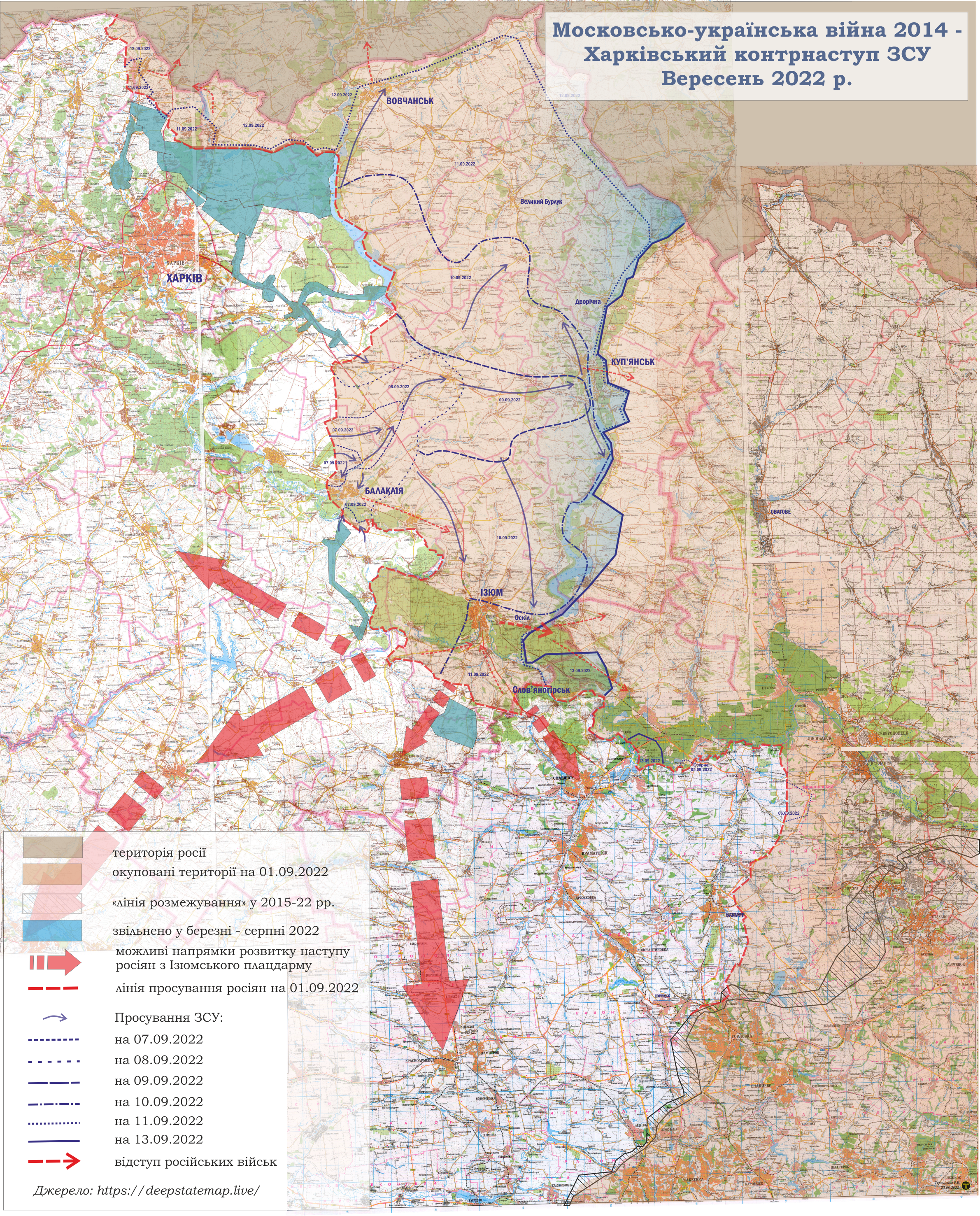
Contre-offensive de Kharkiv en septembre 2022

### 7 septembre
Les forces russes ont mené des attaques au sol au nord de la ville de Kharkiv, au nord-ouest de Sloviansk, au nord-est de Siversk, au sud et au nord-est de Bakhmout et au nord-ouest de la ville de Donetsk.
Les forces ukrainiennes ont gagné 400 kilomètres carrés de territoire au nord-ouest d'Izioum les 6 et 7 septembre dans le cadre d'une contre-offensive très efficace dans le sud-est de l'oblast de Kharkiv.
Les autorités d'occupation russes ont annoncé le 4 novembre comme date potentielle des référendums d'annexion dans les zones occupées de l'Ukraine.

### 8 septembre
Le Président Zelensky annonce que les troupes ukrainiennes ont repris, dans la région de Kharkiv, la ville de Balaklia, qui avait été prise par les Russes le 3 mars, et progressé d'une cinquantaine de kilomètres. Dans le sud, la contre-offensive ukrainienne a permis une percée de plusieurs dizaines de kilomètres. Sur le front du Donbass les Ukrainiens affirment avoir avancé de deux à trois kilomètres près de Kramatorsk et de Sloviansk.
L'Ukraine acquiert plusieurs canons tractés TRF1.

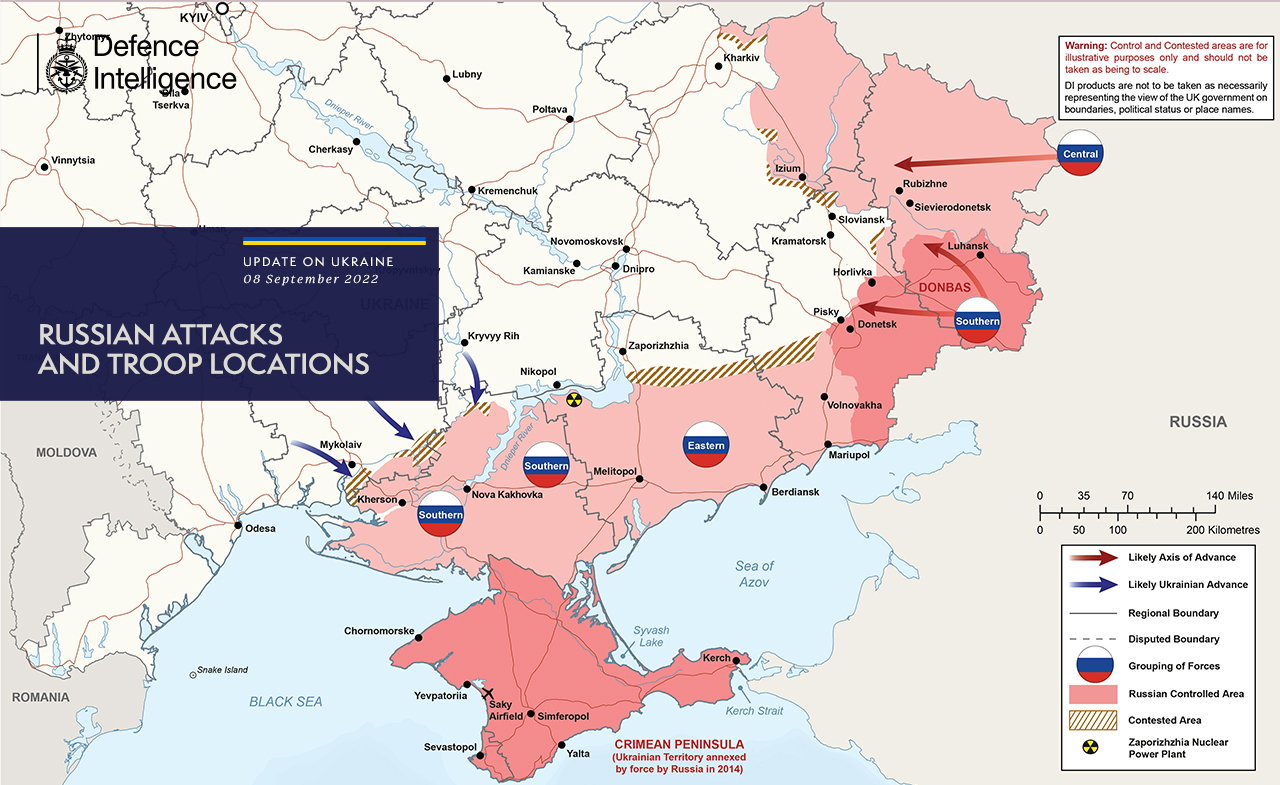
Situation au 8 septembre 2022

### 9 septembre
Volodymyr Zelensky annonce qu'au cours de la dernière semaine, dans le cadre de la contre-offensive ukrainienne, plus de 1 000 km2 de territoire ont été repris, principalement dans l'oblast de Kharkiv et dans l'oblast de Kherson. Les forces ukrainiennes sont présentes dans la ville de Koupiansk, dans l'oblast de Kharkiv,. Pour contrer les succès ukrainiens, l'armée russe envoie des renforts dans la région de Kharkiv.
Le 9 septembre 2022, à la suite des revers militaires en Ukraine, deux groupes de députés municipaux à Saint-Pétersbourg et de Moscou, ont exigé que Vladimir Poutine quitte le pouvoir. Cette destitution n'a toutefois aucune chance d'aboutir.
| Pertes au 9 septembre 2022 | Pertes au 9 septembre 2022                             | Pertes au 9 septembre 2022 |
| Russie et alliés (5 523)   | Équipements                                            | Ukraine et alliés (1 564)  |
| -------------------------- | ------------------------------------------------------ | -------------------------- |
| 1 029                      | Chars                                                  | 255                        |
| 527                        | Véhicules blindés de combat                            | 134                        |
| 1 137                      | Véhicules de combat d'infanterie                       | 219                        |
| 151                        | Véhicules blindés de transport de troupes              | 101                        |
| 32                         | Véhicules blindés de haute protection contre les mines | 5                          |
| 115                        | Véhicules de transport de troupes                      | 137                        |
| 116                        | Postes de commandement et postes de communication      | 7                          |
| 187                        | Véhicules et équipements du génie                      | 23                         |
| 24                         | Systèmes de missiles antichars automoteurs             | 17                         |
| 16                         | Mortiers lourds                                        | -                          |
| 54                         | Véhicules et équipements de soutien d'artillerie       | 12                         |
| 84                         | Pièces d'artillerie remorquée                          | 52                         |
| 172                        | Artillerie automotrice                                 | 52                         |
| 95                         | Lance-roquettes multiples                              | 22                         |
| 9                          | Canons antiaériens                                     | 4                          |
| 17                         | Canons antiaériens automoteurs                         | 2                          |
| 71                         | Systèmes de missiles sol-air                           | 45                         |
| 14                         | Radars et équipements de communication                 | 22                         |
| 14                         | Moyens de brouillage radar                             | 1                          |
| 53                         | Aéronefs                                               | 41                         |
| 49                         | Hélicoptères                                           | 14                         |
| 124                        | Drones de combat                                       | 34                         |
| 3                          | Trains logistiques                                     | -                          |
| 1 482                      | Camions, autres véhicules dont tout-terrain            | 342                        |
| 11                         | Navires de guerre                                      | 20,                        |

### 10 septembre
Oblast de Kharkiv, les forces russes quittent la ville d'Izioum, prise en avril à la suite de la bataille homonyme.
Les autorités ukrainiennes annoncent avoir repris la ville de Koupiansk aux forces d'occupation russes.

### 11 septembre
L'armée russe se retire de l'oblast de Kharkiv à la suite de la déroute de cette dernière les derniers jours. Cette retraite entraîne selon les russes une fuite de plus d'un millier de civils pro-russes vers la ville russe proche de Belgorod. Il s'agit de la seconde retraite massive russe depuis le début de l'invasion, la première étant le retrait début avril 2022 du nord de l'Ukraine (voir Avril 2022).

### 12 septembre
Selon le renseignement britannique, les succès des troupes ukrainiennes « ont des implications significatives pour la conception opérationnelle globale de la Russie. La majorité des forces russes est très probablement contrainte de donner la priorité à des actions défensives d’urgence. La confiance – déjà limitée – que les troupes russes déployées ont en leurs hauts responsables est susceptible de se détériorer davantage ». Cette même source indique qu'« un pont flottant improvisé que la Russie a mis en place il y a deux semaines, sur le Dnipro reste incomplet, et que l'artillerie ukrainienne à longue portée frappe maintenant probablement les traversées du Dnipro si fréquemment que la Russie ne peut pas effectuer les réparations des ponts routiers endommagés, et donc faire parvenir des renforts et des approvisionnements ».
Les forces ukrainiennes affirment avoir libéré plus de vingt localités en 24 heures dans les régions de Kharkiv et Donetsk.
Quatre corps de civils torturés et tués ont été retrouvés dans le village de Zaliznytchne, dans la région de Kharkiv, libéré par les troupes ukrainiennes. Les russes affirment qu’il s’agit d'une nouvelle tromperie.

### 13 septembre
Le ministère de la défense britannique indique que « les forces russes qui se sont retirées de l'oblast de Kharkiv sont des éléments de la 1re armée de chars de la Garde, qui fait partie de la région militaire ouest, basée à Odintsovo, ville de l'oblast de Moscou. Cette unité, qui a subi de lourdes pertes dans la phase initiale de la guerre, n’a pas pu être entièrement reconstituée avant la contre-offensive ukrainienne à Kharkiv ». La 1re armée de chars de la Garde est l'une des plus prestigieuses des armées russes. Affectée à la défense de Moscou, elle est destinée à mener des contre-attaques en cas de guerre avec l'OTAN.
Christopher Steele, ex-agent du MI 6, qualifie les forces russes engagées dans l'Invasion de l'Ukraine par la Russie en 2022 d'« armée hétéroclite d'ivrognes et de voleurs indisciplinés ».

### 14 septembre
Les forces russes lancent huit missiles de croisière sur le barrage hydraulique de Karachunivske, provoquant d'importantes inondations à Kryvyï Rih et une augmentation de 2,5 mètres du niveau d'eau de l'Inhoulets.
Une vidéo, dont on ignore si la diffusion est due à une fuite ou à une volonté de propagande, montre Evguéni Prigojine haranguant des prisonniers d’une colonie pénitentiaire russe pour les inciter à s’engager dans sa société militaire privée du groupe Wagner, afin de bénéficier d’une libération après six mois. Il avertit : « Ceux qui une fois en Ukraine disent qu'ils se sont trompés, on les reconnaît comme déserteurs. Dans ce cas, vous êtes envoyés au peloton d'exécution. »

### 15 septembre
Des attaques terrestres ukrainiennes au nord-ouest de la ville de Kherson, près de la tête de pont ukrainienne sur la rivière Inhoulets et au sud de la frontière de l'oblast de Kherson-Dnipropetrovsk.
Les forces ukrainiennes effectuent un débarquement sur la péninsule de Kinbourn (une étroite péninsule de l'oblast de Kherson).
Les forces russes mènent des assauts terrestres limités et renforcent leurs positions sur l'axe oriental.

### 16 septembre
Le procureur de la République populaire, Sergueï Gorenko, ainsi que son adjointe Ekaterina Steglenko, sont tués par l'explosion d'une bombe dans leur bureau, selon Leonid Passetchnik, dirigeant de la république autoproclamée de Lougansk, dans un micromessage sur le réseau social Telegram, qui accuse l'Ukraine d'en être responsable[réf. nécessaire].

### 17 septembre
Les forces russes effectuent des opérations offensives sans signification stratégique autour de la ville de Donetsk et de Bakhmout sans répondre à la contre-offensive ukrainienne dans l'oblast de Kharkiv. Elles mènent également des assauts infructueux autour de Bakhmout et Avdiïvka.
Les forces ukrainiennes libèrent une localité au sud-ouest de Lyman et étendent leurs positions dans la région.
De vastes attaques partisanes sont menées contre les ressources militaires et la logistique russes dans le sud de l'oblast de Zaporijjia.

### 18 septembre
Les forces ukrainiennes continuent de consolider leurs positions sur la rive est de l'Oskol dans l'oblast de Kharkiv malgré les efforts russes pour les contenir.

### 19 septembre
Les forces terrestres ukrainiennes reprennent le village de Bilohorivka dans l'oblast de Louhansk et avancent sur Lyssytchansk.
Un missile russe touche la périphérie de la centrale nucléaire d'Ukraine du Sud, endommageant des bâtiments et une centrale hydroélectrique voisine. Les réacteurs nucléaires ne sont pas endommagés.

### 20 septembre
Les fonctionnaires nommés par la Russie des républiques populaires autoproclamées de Donetsk et de Louhansk annoncent la tenue de référendums du 23 au 27 septembre pour faire sécession de l'Ukraine et approuver leur annexion par la Russie,. Des référendums similaires sont annoncés par les forces russes occupants Kherson et Zaporijjia,.

### 21 septembre
Dans un discours préenregistré, Vladimir Poutine annonce officiellement une mobilisation militaire partielle sur le territoire russe. Les réservistes sont appelés, et plus particulièrement ceux qui ont une expérience militaire. Les soldats des républiques autoproclamées de Lougansk et de Donetsk sont désormais considérés comme des soldats de la fédération de Russie, et leurs unités militaires réorganisées selon les normes russes. Le ministre de la Défense, Sergueï Choïgou, déclare que trois cents mille réservistes seront mobilisés à terme. Poutine évoque également la menace d'une réponse nucléaire, déclarant que « la Russie utilisera tous les instruments à sa disposition pour contrer une menace contre son intégrité territoriale — ce n'est pas un bluff ».
Selon le Ministère des affaires étrangères de l'Arabie saoudite, la Russie libère dix prisonniers de guerre étrangers après la médiation de Mohammed ben Salmane. Selon le ministre britannique de la Santé Robert Jenrick, Aiden Aslin (en) fait partie des prisonniers libérés.

### 22 septembre
Les forces ukrainiennes mènent une contre-offensive limitée le long de la frontière de l'oblast de Kharkiv et de Louhansk et poursuivent leurs attaques contre Lyman.
Les forces russes mènent des attaques terrestres limitées le long des lignes de front dans l'oblast de Donetsk.
Les forces russes ouvrent des bureaux de vote dans certaines parties de la Russie, pour que les résidents ukrainiens déplacés (souvent de force) des territoires occupés puissent « voter ».

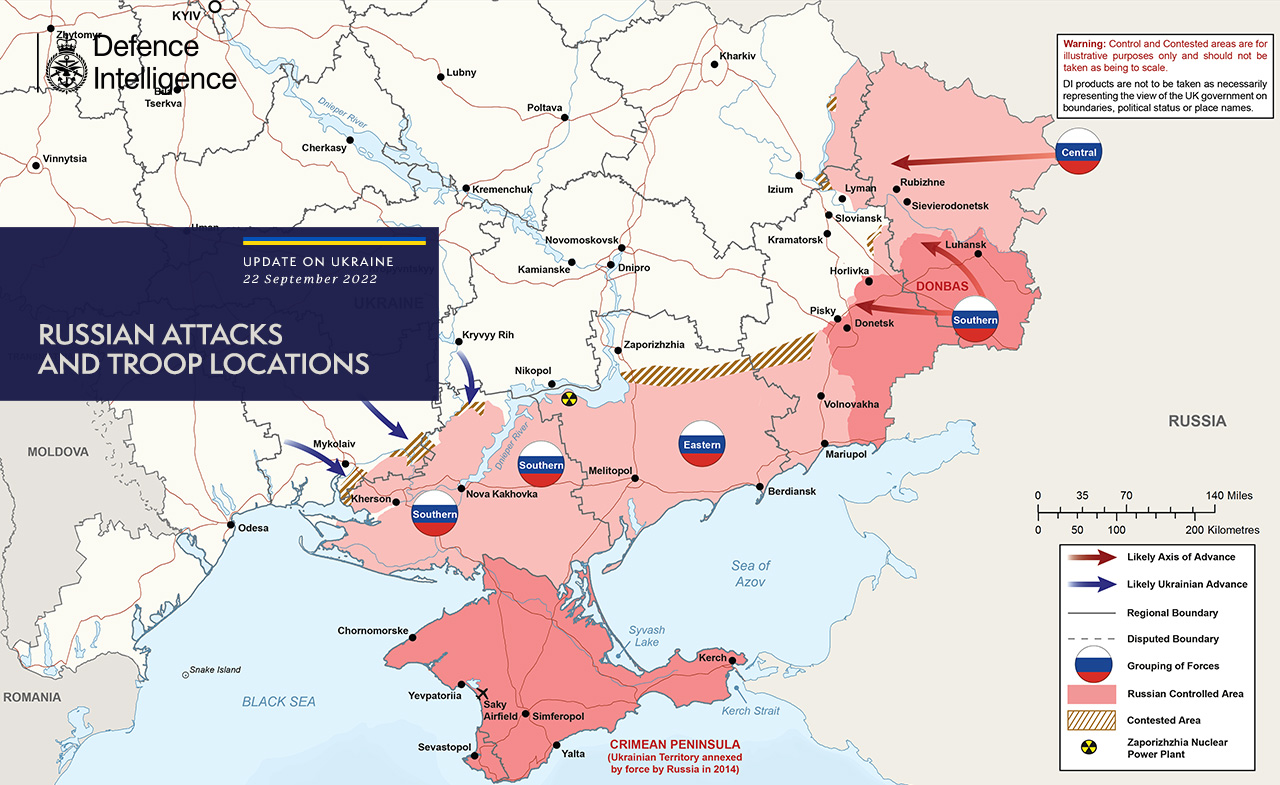
Situation au 22 septembre 2022

### 23 septembre
Les groupes séparatistes des régions occupées organisent des référendums d'autodétermination pour faire sécession de l'Ukraine et demander un rattachement à la Russie.
À Izioum, dans la région de Kharkiv, l'exhumation des personnes tuées par les occupants dans une fosse commune est achevée. Au total, 436 dépouilles sont exhumées.
Les forces armées ukrainiennes rétablissent le contrôle de la localité de Iatskivka, dans la région de Donetsk. La localité se trouve à l'est de la rivière Oskol, qui sert de ligne de front pour une grande partie du front oriental.

### 24 septembre
Les forces ukrainiennes font des gains le long de la limite de l'oblast de Kharkiv-Louhansk et au nord-ouest de Lyman.
Les troupes ukrainiennes mènent des opérations terrestres dans l'oblast de Kherson, au nord, à l'ouest près de la rivière Inhoulets, et au nord-ouest près de la limite entre Mykolaïv et l'oblast de Kherson.
Les forces russes mènent des attaques au sol autour de Bakhmout, de la ville de Donetsk et dans l'ouest de l'oblast de Donetsk.

### 25 septembre
Des sources russes affirment que les forces russes ont frappé le quartier général du Commandement opérationnel sud ukrainien à Odessa avec des drones Shahed 136, mais affirme que son quartier général n'a pas été visé.
Les forces ukrainiennes ont probablement libéré la ville de Chevtchenko dans l'oblast de Donetsk. Elles contrôlent probablement Maliivka dans l'oblast de Kharkiv.

### 26 septembre
Les forces ukrainiennes avancent au nord de Lyman et sur la rive est de la rivière Oskol.
Les forces russes mènent des opérations offensives autour de Bakhmout et à l'ouest de la ville de Donetsk. Elles utilisent des drones de fabrication iranienne pour frapper les forces ukrainiennes et les villes du sud de l'Ukraine.

### 27 septembre
Les forces armées ukrainiennes libèrent le village de Koupiansk-Vouzlovyï dans la région de Kharkiv. Jusqu'à 6 % du territoire de la région de Kharkiv reste sous occupation russe.
Le référendum d'autodétermination organisé par les forces russes prend fin. Les résultats des votes dans les quatre oblasts (Donetsk, Louhansk, Kherson et Zaporijjia), après le dépouillement de tous les votes, varient de 87 % à 99,2 % en faveur de l’adhésion à la Russie, selon des responsables nommés par Moscou. La Russie peut maintenant affirmer que « l'existence même de l'État est en danger », en raison de la vision russe selon laquelle une grande partie de la guerre se déroule sur le territoire russe. Cela pourrait aboutir à la justification de l'utilisation d'armes nucléaires,. Selon l'historien et militaire Michel Goya, l'annexion des territoires occupés permettrait également l'engagement immédiat des soldats mobilisés, les combats se déroulant alors sur le « sol russe ».
Près de deux cents mille citoyens russes, principalement des hommes en âge de combattre et leurs familles, quittent la Russie dans ce qu'on peut appeler un « exode massif », après l'annonce d'un appel de trois cents mille citoyens pour combattre dans la guerre. Beaucoup rejoignent le Kazakhstan, la Serbie, la Géorgie ou la Finlande.

### 28 septembre
Dans le district de Valouïki, situé dans l'oblast russe de Belgorod, une explosion de munitions à la suite d'une erreur humaine fait 14 victimes.

### 29 septembre
Après avoir libéré Koupiansk, oblast de Kharkiv, les troupes ukrainiennes poursuivent leur contre-offensive et se rapprochent de Lyman, oblast de Donetsk, occupée par les russes qui risquent, selon l'Institute for the Study of War (ISW), une « défaite imminente ».
Une quatrième fuite du gazoduc Nord Stream est constatée en mer Baltique.

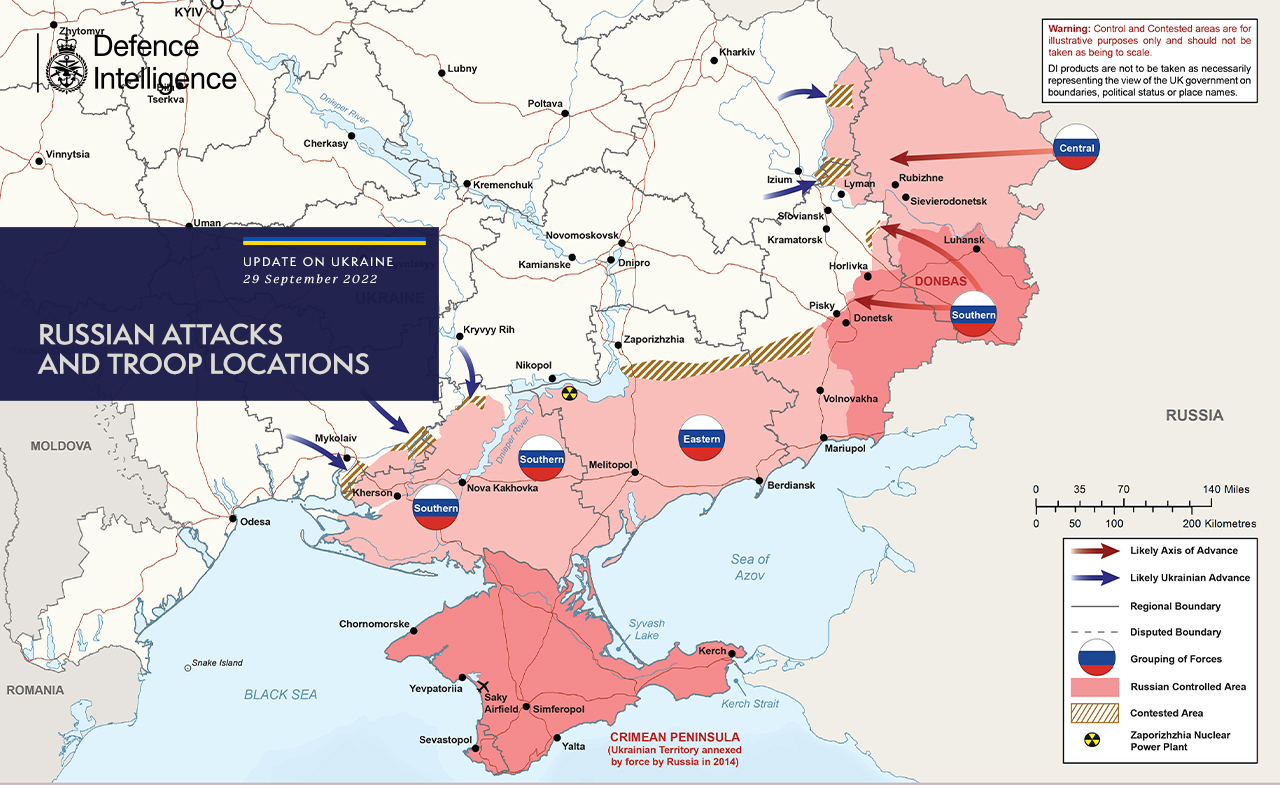
Situation au 29 septembre 2022

### 30 septembre
Non loin de la limite entre la zone ukrainienne et la zone occupée de la région de Zaporijjia, 16 missiles sol-air S-300 russes frappent une colonne de véhicules civils. Après ce bombardement, le Président Zelensky traite la Russie de « terroriste et de racaille sanguinaire ». Plus de trois mille hommes des forces russes dont des éléments du 752e régiment d’infanterie motorisée de la Garde, risquent d'être piégés dans Lyman après les avancées des troupes Ukrainiennes.
Dnipro est bombardée par des missiles russes Iskander.
Poutine se dit prêt à reprendre les négociations avec Kyïv, en excluant le statut des régions annexées.

### Octobre 2022
Pour les événements suivants, voir Chronologie de l'invasion de l'Ukraine par la Russie (octobre 2022).